# Jamir García
Vladimir "Jamir" A. García, artísticamente conocido como Jamir García (Pampanga, 5 de septiembre de 1978-Ciudad Quezon, 26 de noviembre de 2020) fue un cantante y compositor filipino, reconocido por haber sido el líder de la banda de rap metal Slapshock.

## Biografía

### Carrera
La banda Slapshock fue fundada en febrero de 1997. Un año después, el cantante original Reynold Munsayac abandonó la formación y fue reemplazado por García. El guitarrista Jerry Basco recuerda sobre su álbum debut, 4th Degree Burn: "Nuestra música de aquella época era cruda, teníamos poca experiencia y conocimiento sobre los equipos". Las ventas del álbum alcanzaron el estatus de platino. "Empezamos a una edad temprana y ahora hemos madurado. Evolucionamos por nuestra cuenta. No nos limitamos a lo que es la moda hoy en día", afirmó García recordando sus inicios.
La agrupación recibió nominaciones como mejor artista de MTV Asia y fueron premiados como banda del año por la estación radial filipina NU107 en 2001, 2002 y 2003. El último disco de García con la banda fue Atake de 2017, publicado mediante la discográfica BMBX Records.

### Fallecimiento
Jamir García fue encontrado muerto el 26 de noviembre de 2020 por la mañana en su domicilio de Ciudad Quezon. Su familia manifestó que el cantante se quitó la vida. Tenía cuarenta y dos años.

## Discografía con Slapshock

### Álbumes de estudio
- 4th Degree Burn (PolyEast Records "Antes EMI", 1999) Platino en Filipinas
- Headtrip (PolyEast Records "Antes EMI", 2001) Platino en Filipinas
- Project 11-41 (PolyEast Records "Antes EMI", 2002) Platino en Filipinas
- Novena (PolyEast Records "Antes EMI", 2004) Oro en Filipinas
- Silence (PolyEast Records "Antes EMI", 2006)
- Cariño Brutal (PolyEast Records, Dist. 2009)
- Kinse Kalibre (PolyEast Records, Dist. 2011)
- Night Owls (BMBX Records, Dist. 2014)
- Atake (BMBX Records, 2017)

### Álbumes compilatorios y remixes
- Back to the 2 Inch (PolyEast Records "Antes EMI", 2003)
- Recollection (PolyEast Records "Antes EMI", Dic. 2007)

### Sencillos y videos musicales
- "Agent Orange"
- "Evil Clown"
- "Madapaka"
- "Get Away"
- "Shezzo Wicked"
- "Numb"
- "Wake Up"
- "Queen Paranoia"
- "Anino Mo"
- "We Are One"
- "Misterio"
- "Miles Away"
- "Direction"
- "Waiting"
- "Adiós"
- "Stranded"
- "Sigaw"
- "Cariño Brutal"
- "Like Eskimo"
- "Ngayon Na"
- "Langit"
- "Salamin"
- "Unshakable"
- "Night Owls"